# مليون سنة مضت
مير (بالإنجليزية: myr)‏ اختصارًا لـ«مليون سنة» (بالإنجليزية: million years)‏؛ هي وحدة زمنية من 1,000,000 (أي 1 × 106) سنة. مثال على استخدامها هو العمر المقدر للكون، الذي يبلغ حوال 13,798 مير.

## الاستخدام
وحدة مير تستخدم غالبًا في علم الأرض وعلم الكونيات. ويتم إهمالها أحيانًا في علم الجيولوجيا بينما في علم الفلك تعتبر من الأساسيات. حينما تستخدم في علم الجيولوجيا فهي تعني (وحدة سنوات كبيرة). في المقابل وعندما تستخدم في علم الفلك فهي تعني (مليون سنة).